# Avenida Marechal Fontenelle
A Avenida Marechal Fontenelle é uma importante via da cidade do Rio de Janeiro.
Com aproximadamente 6 km, é uma das principais vias dos bairros de Jardim Sulacap, Magalhães Bastos, Realengo e Campo dos Afonsos. É a avenida que abriga a maior quantidade do comércio local, como supermercados (dentre eles Carrefour Sulacap, Prezunic Magalhães Bastos e SuperMarket Mallet), bancos (Banco Itaú, Banco do Brasil e Banco Bradesco, este último, inaugurado em 2011), Comunidade Evangélica Reobote, Parque Shopping Sulacap, Lona Cultural Gilberto Gil, clínicas, bares e onde passam a maioria das linhas de ônibus que ligam o bairro com diversos pontos da cidade do Rio de Janeiro.
A avenida também abriga a Academia de Polícia Militar D. João VI.
Historicamente, fez parte do chamado Caminho Imperial (também denominado como Estrada Real de Santa Cruz), rota utilizada pela Corte portuguesa e posteriormente pela Família Imperial Brasileira, no seu deslocamento entre a Quinta da Boa Vista e a Fazenda Imperial de Santa Cruz.